# Kamsa
Dans l'hindouisme, Kamsa, ou Kansa (en sanskrit : कंस, en hindi : Kans), est le fils du roi Ugrasena (en) et de la reine Padmavati, et le demi-frère de Devakî. Ayant renversé son père, il devint roi de Mathurâ et épousa Asti et Prapti, les deux filles de Jarasandha, roi de Magadha.
Selon le Bhâgavata Purâna, Kamsa n'est pas le fils biologique d'Ugrasena, mais d'un démon ayant pris l'apparence d'Ugrasena pour séduire Padmavati.
Kamsa apprit par une prophétie que le huitième fils de sa sœur Devakî le tuerait : il enferma donc Devakî et son mari Vasudeva, à la condition expresse que chacun de leurs enfants lui fut remis dès la naissance. Il tua les six premiers, mais le septième, Balarâma, est confié en secret à Rohinî, une des femmes de Vasudeva. Lorsqu'il apprend qu'il a été trompé, Kamsa emprisonne le couple. Devakî met bientôt au monde un nouvel enfant, Krishna, et grâce à un miracle qui endort les soldats de Kamsa, Vasudeva réussit à s'échapper pour un temps, se rend au village de Gokula et confie Krishna à une autre de ses épouses, Yashoda, qui le lui échange contre une de ses filles, Yoga Mâyâr. Au matin, Kamsa apprend la naissance d'un nouvel enfant, s'empare de Yoga Mâyâ et la tue : elle se transforme en créature céleste et lui rappelle la prédiction. Kamsa - comme Hérode - fait tuer tous les nouveau-nés, mais Krishna lui échappe. Il envoie ensuite plusieurs démons le combattre, mais sans succès.
Balarâma l'ayant retrouvé et rejoint, Krishna produit avec son aide de nombreux miracles pour contrer les maléfices dirigés contre eux par Kamsa. Finalement, Krishna décide de mettre fin aux embarras que lui cause Kamsa, le renverse, libère ses parents et rétablit le roi Ugrasena sur son trône.